# NGC 1087
NGC 1087 (другие обозначения — UGC 2245, MCG 0-8-9, ZWG 389.10, KUG 0243-007, IRAS02438-0042, PGC 10496) — спиральная галактика с перемычкой (SBc) в созвездии Кит.
Этот объект входит в число перечисленных в оригинальной редакции «Нового общего каталога».
В галактике вспыхнула сверхновая SN 1995V типа II, её пиковая видимая звездная величина составила 15,0.